# Cantó de Beaujeu
El cantó de Beaujeu era una divisió administrativa francesa del departament del Roine, situat al districte de Villefranche-sur-Saône. Comptava amb 17 municipis i el cap era Beaujeu. Va desaparèixer el 2015.

## Municipis
- Avenas
- Beaujeu
- Chénas
- Chiroubles
- Émeringes
- Fleurie
- Juliénas
- Jullié
- Lantignié
- Les Ardillats
- Marchampt
- Quincié-en-Beaujolais
- Régnié-Durette
- Saint-Didier-sur-Beaujeu
- Vauxrenard
- Vernay
- Villié-Morgon

| Data d'elecció                           | Identitat         | Partit            | Qualitat |
| ---------------------------------------- | ----------------- | ----------------- | -------- |
| 1945-1949                                | Henri Longepierre | PCF               |          |
| 1949-1953                                | Jean Paiziat      | radical           |          |
| 1953-1972                                | Claude Laneyrie   | radical           |          |
| 1972-1998                                | Marc Bonin        | CNIP, després UDF |          |
| 1998-2004                                | Bernard Méra      | UDF-FD            |          |
| 2004-2015                                | Frédéric Miguet   | Centrista         |          |
| les dades anteriors no són pas conegudes |                   |                   |          |